# 無限大少女∀
「無限大少女∀」（むげんだいしょうじょエー）は、Cheeky Paradeの3枚目のシングル。2013年9月4日にiDOL Streetから発売された。

## 概要
「CD+DVD盤」、「CDのみ盤」、「ローソン・HMV限定盤」、「イベント会場・mu-moショップ限定盤」の4形態で発売。「イベント会場・mu-moショップ限定盤」を除く3形態には、初回特典として握手会イベント参加券を封入。
「無限大少女∀」についてリーダーの関根は、「チキパ初のメッセージソング。ステージ上の小生意気で前向きなチキパ、そしてステージでみせないチキパの不安や不満という『陰と陽』を、チキパのパッション、“チキパッション”で熱く表現」する、と説明。また、「∀は『すべて』という意味をもつ記号で、チキパだけでなく、すべての人に無限大の可能性があるといった意味が込められている」と語っている。
「無限大少女∀」では、アントニオ・ヴィヴァルディ作曲『四季』の「冬」がサンプリングされている。また、MVは前作に続き森田亮が手掛けている。
「チィキィファイター」は、Cheeky Paradeがメジャーデビューする前の2012年夏からライブで披露されており、1stシングル「BUNBUN NINE9’」の「ローソン・HMV限定盤」にライブバージョンが収録されているが、スタジオ収録の音源が公式に発表されるのは本作が初となる。

## 収録曲

### CD+DVD盤
1. 無限大少女∀
作詞：RESiA209　作曲・編曲：上村伸太郎
2. チィキィファイター
作詞：R.o.C　作曲・編曲：HIKIE

DVD
1. 無限大少女∀(Music Video)

### CDのみ盤
1. 無限大少女∀
2. チィキィファイター
3. Tactics - STUDIO APARTMENT Remix-
作詞：小野宮市乃、夏果　作曲・編曲：KAZUHISA HIROTA　Additional Production & Remix：STUDIO APARTMENT

### ローソン・HMV限定盤
1. 無限大少女∀
2. チィキィファイター
3. C.P.U !?－ヒゲドライバー Remix －
作詞：小野宮市乃、夏果、RESiA209、R.o.C　作曲・編曲：HIKIE　Additional Production & Remix：ヒゲドライバー

### イベント会場・mu-moショップ限定盤
1. 無限大少女∀
2. チィキィファイター
3. 無限大少女∀(Instrumental)
4. チィキィファイター(Instrumental)

## 配信
| 年     | 配信日  | 曲名               | 配信サービス  | 運営       | 規格                  | 備考                                                                 |
| ------ | ------- | ------------------ | ------------- | ---------- | --------------------- | -------------------------------------------------------------------- |
| 2013年 | 7月3日  | 無限大少女∀        | YouTube       | YouTube    | -                     | 「無限大少女∀」(OUTSIDE Ver.)                                        |
| 2013年 | 7月17日 | 無限大少女∀        | BeeTV/dビデオ | ABC        | -                     | 「無限大少女∀」(SPIRAL Ver.)                                         |
| 2013年 | 7月17日 | 無限大少女∀        | UULA          | UULA       | -                     | 「無限大少女∀」(SPIRAL Ver.)                                         |
| 2013年 | 8月7日  | 無限大少女∀        | レコチョク    | レコチョク | 着うた                | 1A〜1B/1サビ（RBTあり）/2A〜2B/Dメロ/3サビ/メンバーソロVer.（全9種） |
| 2013年 | 8月21日 | 無限大少女∀        | レコチョク    | レコチョク | 着うたフル/フルプラス | 着信ムービーも同日配信                                               |
| 2013年 | 9月4日  | 無限大少女∀        | レコチョク    | レコチョク | ビデオクリップ        | 「無限大少女∀」(INSIDE Ver.)                                         |
| 2013年 | 8月21日 | チィキィファイター | レコチョク    | レコチョク | 着うた                | 1A〜1B/1サビ/2A〜2B/3サビ                                            |
| 2013年 | 8月21日 | チィキィファイター | レコチョク    | レコチョク | 着うたフル/フルプラス |                                                                      |

## イベント
前作までプロモーションイベントを行っていたHMV大宮ロフトが店舗閉鎖となったため、今作では関東一円のイベントスペースを巡る「Cheeky Paradeエンジン全開イベント第3ステージ〜無限大!!関東めぐり〜」を中心に、「無限大少女∀」の初披露から発売日までの約3か月に及ぶキャンペーンを敢行した。

### プロモーションイベント
| 日程                    | 公演名                                                              | 会場                                                   | 備考    |
| ----------------------- | ------------------------------------------------------------------- | ------------------------------------------------------ | ------- |
| 2013年6月2日            | Cheeky Paradeエンジン全開イベント第3ステージ 〜無限大!!関東めぐり〜 | ダイバーシティ東京 プラザ フェスティバル広場           | 1回公演 |
| 2013年6月15日 ・7月14日 | Cheeky Paradeエンジン全開イベント第3ステージ 〜無限大!!関東めぐり〜 | MEGAWEB イベントスペース                               | 2回公演 |
| 2013年6月22日 ・8月11日 | Cheeky Paradeエンジン全開イベント第3ステージ 〜無限大!!関東めぐり〜 | イトーヨーカドー葛西店 1F モールステージ               | 2回公演 |
| 2013年6月29日           | Cheeky Paradeエンジン全開イベント第3ステージ 〜無限大!!関東めぐり〜 | 東武百貨店 池袋店 8F 屋上 スカイデッキ広場             | 2回公演 |
| 2013年8月4日            | Cheeky Paradeエンジン全開イベント第3ステージ 〜無限大!!関東めぐり〜 | トレッサ横浜 南棟1F イベント広場                       | 2回公演 |
| 2013年8月12日           | Cheeky Paradeエンジン全開イベント第3ステージ 〜無限大!!関東めぐり〜 | イオンモール春日部 1F 藤の広場                         | 2回公演 |
| 2013年8月17日           | Cheeky Paradeエンジン全開イベント第3ステージ 〜無限大!!関東めぐり〜 | ららぽーと柏の葉 2Fセンタープラザ                      | 2回公演 |
| 2013年8月18日           | Cheeky Paradeエンジン全開イベント第3ステージ 〜無限大!!関東めぐり〜 | たまプラーザテラス ゲートプラザ1F フェスティバルコート | 2回公演 |
| 2013年9月7日            | Cheeky Paradeエンジン全開イベント第3ステージ 〜無限大!!関東めぐり〜 | ダイバーシティ東京 プラザ フェスティバル広場           | 2回公演 |
| 2013年9月8日            | Cheeky Paradeエンジン全開イベント第3ステージ 〜無限大!!関東めぐり〜 | 近鉄パッセ 屋上特設イベントスペース                    | 2回公演 |

### 限定イベント
| 日程           | イベント名                                                                       | 会場            | 内容                                          |
| -------------- | -------------------------------------------------------------------------------- | --------------- | --------------------------------------------- |
| 2013年9月3日   | 祝!!大宮帰還!!Cheeky Paradeエンジン全開イベント第3ステージ〜無限大!!関東めぐり〜 | HMV大宮アルシェ | ①「無限大少女∀」告知ポスターお渡し会。2部制。 |
| 2013年9月3日   | 祝!!大宮帰還!!Cheeky Paradeエンジン全開イベント第3ステージ〜無限大!!関東めぐり〜 | HMV大宮アルシェ | ②チキパ初！メッセージREC会。2部制。           |
| 2013年9月14日  | グループ別撮影会〜チキパのポーズも無限大〜                                       | avex本社ビル    | 3部制。15日は追加イベント。                   |
| 2013年9月15日  | グループ別撮影会〜チキパのポーズも無限大〜                                       | avex本社ビル    | 3部制。15日は追加イベント。                   |
| 2013年9月23日  | Cheeky Parade「無限大少女∀」発売記念 何でもサイン会!                             | avex本社ビル    | 3部制。                                       |
| 2013年10月20日 | HMV×Cheeky Parade “ナ・マ・イ・キ☆ホームタイム”                                  | avex本社ビル    | HMVの特典イベント。2部制。                    |

### 訪店握手会
| 日程         | イベント名                                 | 会場                                                                                     | 備考      |
| ------------ | ------------------------------------------ | ---------------------------------------------------------------------------------------- | --------- |
| 2013年9月4日 | Cheeky Parade「無限大少女∀」発売記念握手会 | HMVルミネエスト新宿 HMVアトレ目黒 HMVルミネ池袋                                          | [ 注 10 ] |
| 2013年9月5日 | Cheeky Parade「無限大少女∀」発売記念握手会 | SHIBUYA TSUTAYA タワーレコード秋葉原店 タワーレコード渋谷店 タワーレコード梅田NU茶屋町店 | [ 注 11 ] |
| 2013年9月6日 | Cheeky Parade「無限大少女∀」発売記念握手会 | SHIBUYA TSUTAYA タワーレコード秋葉原店 タワーレコード新宿店 TSUTAYA EBISUBASHI           | [ 注 11 ] |

※他、『夏サカス2013 笑顔の扉 デリシャカス〜番組グルメでおもてなし〜』（赤坂サカス）の「サカススーパーライブ」や、『a-nation island』の「iDOL Street STAGE」でのステージの終了後、CD（イベント会場・mu-moショップ限定盤）予約購入者対象の握手会を開催した。

## カヴァーしたアーティスト
| 曲名        | アーティスト | 収録作品                      | Track No. | 発売年月日     | 出典  |
| ----------- | ------------ | ----------------------------- | --------- | -------------- | ----- |
| 無限大少女∀ | 転校少女*    | アルバム『LOVE IDOL PROJECT』 | 3         | 2021年11月30日 | [ 4 ] |